# Cirilo Vladimirovich da Rússia
Cirilo ou Cyrill Vladimirovich (em russo: Кири́лл Влади́мирович Рома́нов; romaniz.: Kirill Vladimirovič Románov; Tsarskoye Selo, 12 de outubro de 1876 — Neuilly-sur-Seine, 12 de outubro de 1938) foi um membro da família imperial russa. Depois da Revolução Russa de 1917 que resultou nas mortes do imperador Nicolau II, do seu filho Alexei Nikolaevich e do seu irmão Miguel Alexandrovich, Cirilo assumiu a liderança da família imperial russa e foi pretendente ao trono russo de 1924 até à sua morte.
Sua neta, Maria Vladimirovna, é a atual pretendente ao trono russo.

## Primeiros anos

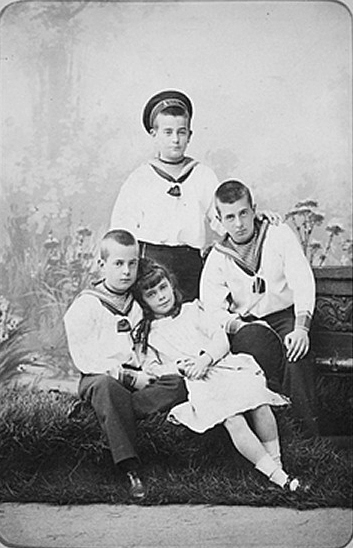
Cirilo (esq.) com os seus três irmãos.

O grão-duque Cirilo Vladimirovich da Rússia nasceu em 12 de outubro (30 de setembro no calendário juliano) de 1876, em Tsarskoye Selo, na residência de campo de seus pais, a Villa Vladimir. Seu pai era o grão-duque Vladimir Alexandrovich, o terceiro filho do imperador Alexandre II da Rússia. Sua mãe era a grã-duquesa Maria Pavlovna, nascida duquesa Maria Alexandrina de Meclemburgo. Como neto na linha masculina de um imperador russo, Cirilo recebeu o título de grão-duque. Os pais de Cirilo, ricos e sofisticados, eram figuras influentes na sociedade russa. O grão-duque Vladimir era um homem culto e um grande patrono das artes, enquanto a grã-duquesa Maria Pavlovna era uma renomada anfitriã na capital imperial. Ambos tinham personalidades imponentes e deixaram uma marca significativa na vida de Cirilo e seus irmãos.
Cirilo tinha apenas seis meses de idade quando seu irmão mais velho, Alexandre, faleceu ainda na infância. Ele também teve três irmãos mais novos: Bóris, André e Helena. Os quatro filhos sobreviventes eram muito unidos entre si e com seus pais, que eram devotados a eles. Cirilo Vladimirovich cresceu entre a residência de seus pais em São Petersburgo, o Palácio de Vladimir, e sua casa de campo, a Villa Vladimir em Tsarskoye Selo. Até os catorze anos, o grão-duque Cirilo foi educado em casa por tutores particulares. Sua educação era supervisionada pelo general Alexander Daller, um oficial de artilharia aposentado. Ele recebeu treinamento militar e instrução religiosa, além de aprender as línguas faladas pelos Romanov: russo, inglês, francês e alemão. Durante os intervalos das aulas diárias, ele treinava na academia com seus irmãos no Palácio de Vladimir. Viajou bastante com seus pais, visitando muitos países europeus, incluindo a Espanha. Seu amor pela música e pelo trabalho em marcenaria o acompanhou por toda a vida. Em 1911, ele projetou um trenó movido a propulsão a hélice, considerado um dos predecessores do Aerosani.

## Carreira naval

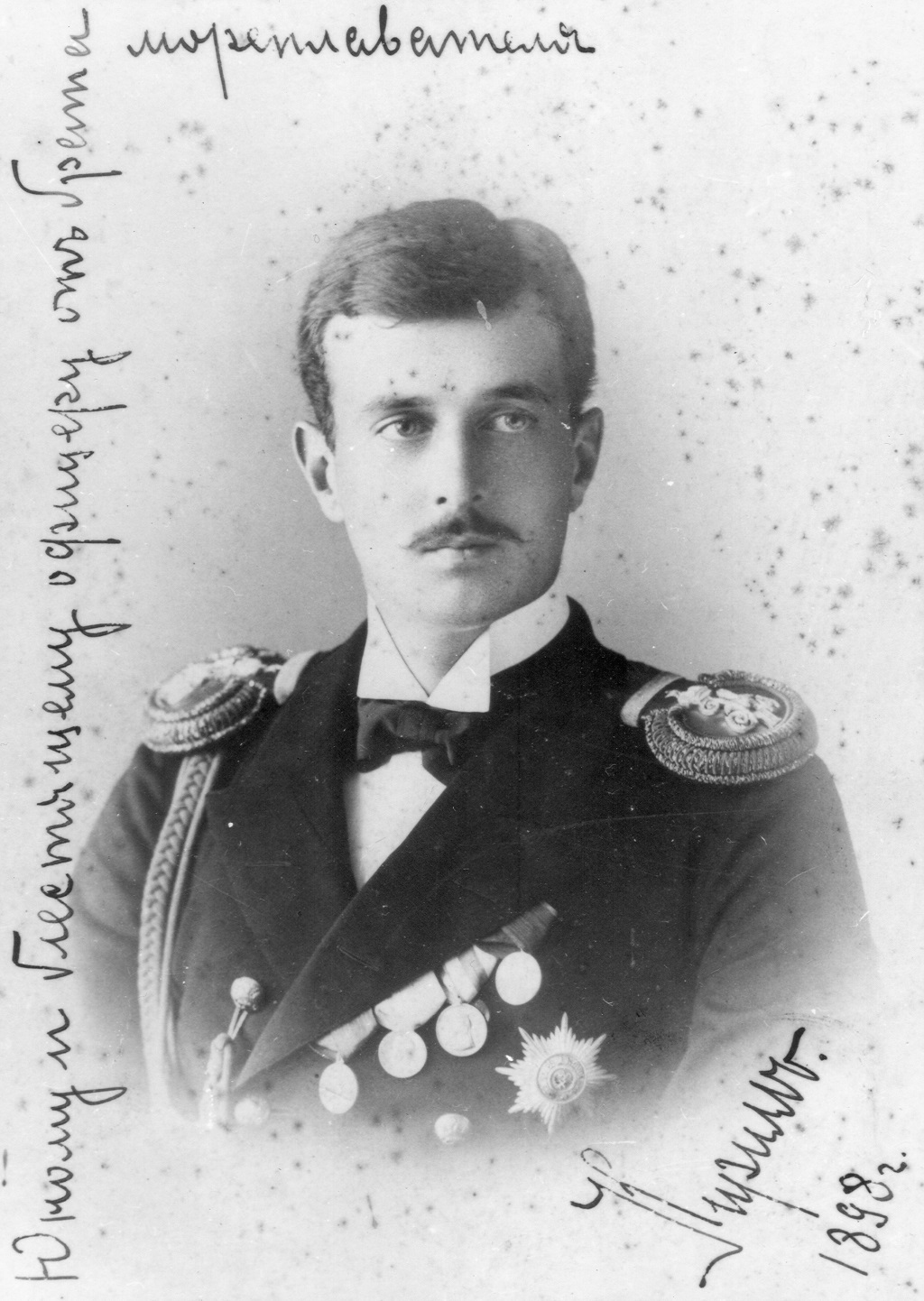
Cirilo em 1898.

Desde jovem, o grão-duque Cirilo tinha uma grande paixão pelo mar, e seus pais o incentivaram a seguir uma carreira na Marinha Imperial. Aos quinze anos, no outono de 1891, ele iniciou seu treinamento na escola naval. Começou sua carreira naval como aspirante de marinha no navio de treinamento a vela Moriak no verão de 1892. Retornou à sua casa em Tsarskoye Selo no inverno de 1892 e passou o ano seguinte estudando para os exames na escola naval. Entre o verão de 1893 e o outono de 1893, esteve de volta ao mar para mais treinamentos no navio Prince Pojarsky. Após embarcar com seu pai em uma longa viagem à Espanha, no verão de 1894, ele se juntou ao seu terceiro navio de treinamento, a fragata Vovin. Concluiu seu treinamento no navio Vernyl no mar Báltico no verão de 1895.
Em 1898, fez uma viagem ao redor do mundo, e uma de suas últimas paradas foi em Nova Iorque, em janeiro de 1899. Ele foi convidado para o recém-formado clube de língua russa Rousskaia Beceda e foi eleito presidente honorário.
Após concluir seus estudos no Corpo de Cadetes Navais e na Academia Naval Nicolau, em 1 de janeiro de 1904, Cirilo foi promovido a Chefe de Estado-Maior da Frota do Pacífico Russa na Marinha Imperial Russa. Com o início da Guerra Russo-Japonesa, foi designado para servir como primeiro oficial no encouraçado Petropavlovsk, mas o navio foi destruído por uma mina japonesa no porto de Porto Artur em abril de 1904.

## Casamento polêmico

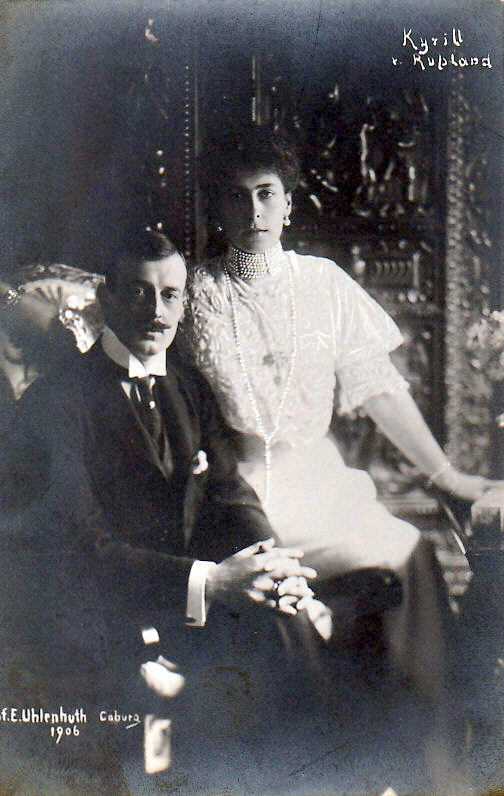
Cirilo com a sua esposa Vitória em 1906.

O grão-duque Cirilo casou-se com sua prima de primeiro grau, a princesa Vitória Melita de Saxe-Coburgo-Gota, em 8 de outubro de 1905, sem qualquer consentimento do imperador Nicolau II.
O casamento causou um escândalo nas cortes da realeza europeia, pois a princesa Vitória estava divorciada de seu primeiro marido, o grão-duque Ernesto Luís de Hesse-Darmstadt, também seu primo de primeiro grau. A irmã do grão-duque de Hesse era a imperatriz Alexandra Feodorovna, esposa de Nicolau II. A imperatriz já não simpatizava com sua ex-cunhada e prima de primeiro grau, sendo uma das principais responsáveis por liderar a oposição ao casamento na corte russa. Ela não estava sozinha em sua oposição. A imperatriz viúva Maria Feodorovna também ficou horrorizada com a ousadia do casamento de Cirilo. Pouco depois do retorno de Cirilo à Rússia, o imperador lhe retirou a pensão imperial, o título e o estilo de tratamento de "Alteza Imperial", suas honras e decorações, sua posição na marinha e o exilou da Rússia; no entanto, o estilo de tratamento e o título de grão-duque foram restaurados em 5 de outubro de 1905, logo após Cirilo deixar a Rússia. Em 1908, após a morte do grão-duque Aleixo Alexandrovich, Nicolau II restaurou Cirilo ao seu posto de capitão na Marinha Imperial Russa e à sua posição como ajudante de campo do imperador.

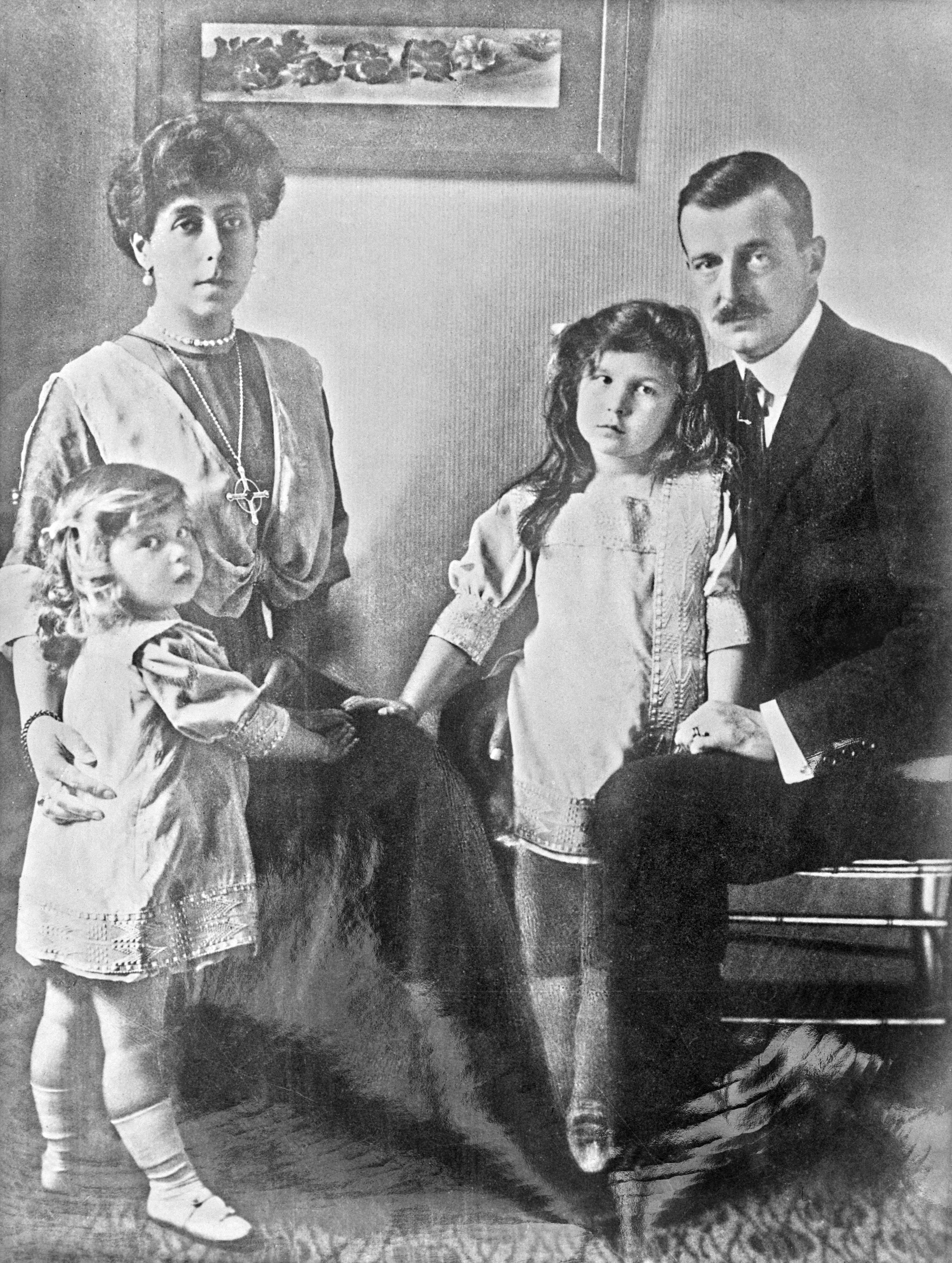
Cirilo com sua esposa Vitória e as duas filhas em 1912.

Cirilo e Vitória tiveram duas filhas, Maria e Kira, e um filho, Vladimir, nascido pouco depois da eclosão da Revolução Russa de 1917. Todos os filhos do casal nasceram com o direito ao título de princesa ou príncipe da Rússia, não sendo elegíveis ao título de grã-duquesa ou grão-duque, pois não eram filhos ou netos na linha masculina de um imperador russo, de acordo com as Leis Paulinas. Após a revolução, Cirilo elevou seus filhos ao estatuto de grão-duques após assumir a posição de chefe da Casa Imperial (pretendente). Essa elevação foi abertamente contestada pelo grão-duque Nicolau Nikolaevich, quando publicou uma carta privada da imperatriz viúva em 1924, na qual ela afirmava que a assunção do cargo por Cirilo era "prematura". A imperatriz viúva acreditava que seus filhos e netos ainda poderiam estar vivos na Rússia. O grão-duque Cirilo escreveu à grã-duquesa Xenia: Nada pode ser comparado ao que agora terei de suportar por conta disso, e sei muito bem que não posso esperar misericórdia de todos os ataques maliciosos e acusações de vaidade.

## Revolução

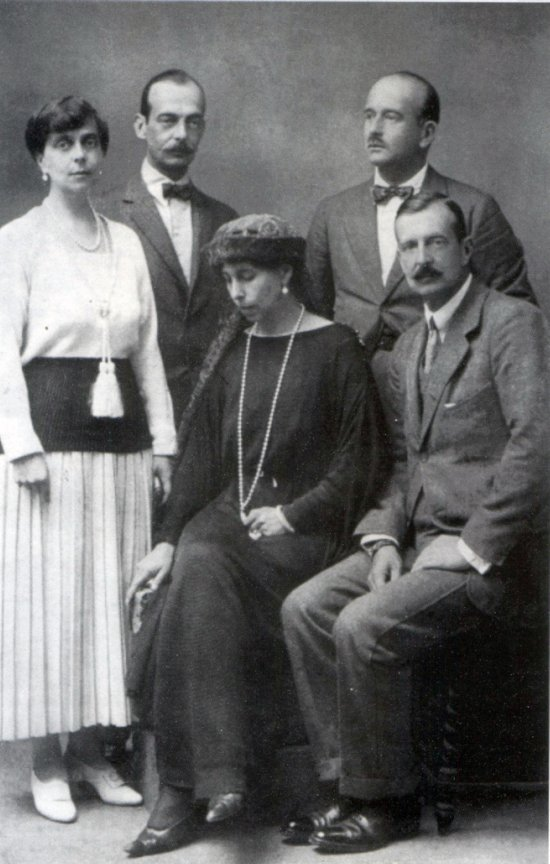
Cirilo com sua esposa Vitória e seus irmãos no exílio, em 1922.

Durante a Revolução de Fevereiro de 1917, Cirilo participou de um complô para estabelecer uma monarquia constitucional, juntamente com o grão-duque Paulo Alexandrovich e o grão-duque Miguel Alexandrovich. O grão-duque Paulo redigiu um decreto e planejava convencer Nicolau II a assiná-lo quando este desembarcasse de seu trem em Tsarskoye Selo, em 1 de março de 1917. Miguel e Cirilo deveriam entregar o documento à Duma e solicitar sua implementação. No entanto, apenas Cirilo marchou até o Palácio Tauride com seu regimento e jurou lealdade ao governo provisório usando uma bracelete vermelha revolucionária no seu uniforme. Cirilo autorizou que uma bandeira vermelha fosse hasteada sobre seu palácio na Rua Glinka, em Petrogrado, e, em correspondência com um parente Romanov, atribuiu a si o mérito de salvar a situação por meio de meu reconhecimento do Governo Provisório. É provável que ele esperasse que, ao conquistar a simpatia do Governo Provisório, fosse declarado regente após a abdicação de Nicolau II.
Após a Revolução de Outubro, Cirilo e Vitória partiram para a Finlândia e depois para Coburgo, na Alemanha.[carece de fontes?] Posteriormente os membros da família exilada mudaram-se para a França, onde permaneceram pelo resto das suas vidas.[carece de fontes?]

## Vida no exílio
No dia 8 de agosto de 1922, Cirilo declarou-se a si próprio como guardador do trono russo. Dois anos depois, no dia 31 de agosto de 1924, foi mais longe e assumiu o título de "Imperador e Autocrata de Todas as Rússias". Apesar de as leis do Império Russo, o colocarem em primeiro lugar depois da execução do imperador Nicolau II e da sua família, bem como do seu irmão mais novo, Miguel Alexandrovich, a sua proclamação suscitou polémica uma vez que a sua mãe Maria Pavlovna era luterana e não ortodoxa quando o deu à luz e ainda o acto de traição à coroa que tinha cometido ao jurar lealdade ao regime que destruíra a monarquia.

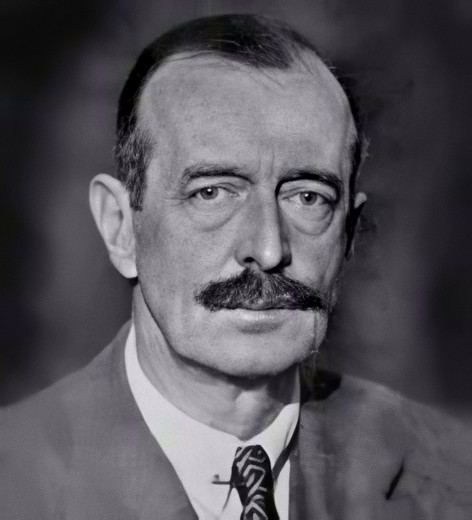
Cirilo em seus últimos anos.

Após reclamar o trono, o grão-duque ficou conhecido como "o czar soviético", uma vez que, na hipótese de a monarquia ser restaurada na Rússia, Cirilo tinha intenções de aplicar algumas medidas do regime soviético no país.
Enquanto vivia no exílio, Cirilo foi apoiado por alguns exilados que se auto-proclamavam "legítimos" (legitimisti, em russo, significava que reconheciam a legitimidade de Cirilo em subir ao trono). Os opositores de Cirilo (que incluíam  Maria Feodorovna, mãe de Nicolau II, bem como as suas duas irmãs) eram conhecidos por "pré-determinados", que acreditavam que, no despertar de um movimento radical, era necessário convocar um Zemsky Sobor para escolher um líder forte e determinado. Em 1922, um Zemsky Sobor escolheu o primo de Nicolau II, Nicolau Nikolaevich como "Imperador da Todas as Rússias".
Cirilo tinha como apoiantes mais fortes um grupo de "legítimos", conhecido por Mladorossi, uma organização de exilados monárquicos que era fortemente influenciada pelo fascismo e que se afastava de outros grupos de apoio. Progressivamente, a organização começou a exibir as suas simpatias pró-sovieticas, afirmando que a monarquia e o sistema soviético poderiam coexistir pacificamente. Cirilo tornou-se mais cuidadoso com esta organização quando soube que o seu fundador, Alexandre Kazem-Bek, foi visto a encontrar-se com um agente da OGPU, uma das polícias secretas do regime soviético. O grão-duque aceitou a demissão voluntária de Kasem-Bek. O seu único filho, Vladimir, continuou os seus laços com a organização durante a Segunda Guerra Mundial.
O filho de Cirilo, Vladimir, sucedeu-o como chefe da dinastia Romanov, apesar da contestação de alguns membros da família. Após a queda do regime soviético, os restos mortais de Cirilo e da sua esposa foram transferidos de Coburgo, na Alemanha, para a Fortaleza de São Pedro e São Paulo em São Petersburgo.

## Honras

Monograma imperial de Cirilo.

- Cavaleiro da Ordem de Santo André[23]
- Cavaleiro da Ordem do Elefante, 18 de outubro de 1928[24]
- Grã-Cruz da Ordem do Redentor, janeiro de 1901[25]
- Grã-Cruz da Ordem do Falcão Branco, 1896[26]
- Grã-Cruz da Ordem de Santo Estêvão, 1897[27]
- Grã-Cruz da Legião de Honra, setembro de 1897[28]
- Grã-Cruz da Ordem de Luís, 12 de outubro de 1899[29]
- Grã-Cruz da Ordem Militar da Torre e Espada, do Valor, Lealdade e Mérito, 31 de dezembro de 1903[30]
- Grã-Cruz da Ordem de Henrique, o Leão, 1907[31]
- Cavaleiro da Ordem do Serafim, 13 de julho de 1912[32]
- Grande Cordão da Ordem do Crisântemo, 8 de julho de 1898[33]
- Cavaleiro da Ordem da Águia Negra[23]
- Cavaleiro da Ordem da Coroa de Arruda[23]